# Cal Nofra (Sant Martí d'Albars)
Cal Nofra és una masia de Sant Martí d'Albars (Lluçanès) inclosa a l'Inventari del Patrimoni Arquitectònic de Catalunya.

## Descripció
Masia de planta rectangular de dimensions considerables, feta de carreus de pedra sense desbastar a excepció dels dels angles o les obertures que sí que són treballats. Està estructurada en planta baixa i dos pisos. Les obertures són totes allindades i disposades en ordre. Les del últim pis són de menors dimensions. Està coberta a dues aigües amb teula àrab. En una de les llindes hi figura la data de 1694.

## Història
La façana i els interiors han estat restaurats i avui dia estan en bon estat.